# María García (judoczka)
María Altagarcía García Cáceres (ur. 10 sierpnia 1987) – dominikańska judoczka. Dwukrotna olimpijka. Zajęła dziewiąte miejsce w Londynie 2012 i piętnaste w Pekinie 2008. Walczyła w wadze półlekkiej.
Uczestniczka mistrzostw świata w 2005, 2007, 2009, 2011, 2013 i 2014. Startowała w Pucharze Świata w latach 2008, 2012, 2013, 2015 i 2016. Brązowa medalistka igrzysk panamerykańskich w 2007 i piąta w 2015. Zdobyła pięć medali na igrzyskach Ameryki Środkowej i Karaibów, a także na mistrzostwach panamerykańskich w latach 2004 - 2012.

## Letnie Igrzyska Olimpijskie 2008
| Konkurencja | Eliminacje                 | Eliminacje           | Klas. końcowa |
| Konkurencja | Przeciwnik I               | Przeciwnik II        | Miejsce       |
| ----------- | -------------------------- | -------------------- | ------------- |
| 52 kg       | Andressa Fernandes (BRA) Z | Kim Kyung-ok (KOR) P | 15.           |

## Letnie Igrzyska Olimpijskie 2012
| Konkurencja | Eliminacje           | Klas. końcowa |
| Konkurencja | Przeciwnik I         | Miejsce       |
| ----------- | -------------------- | ------------- |
| 52 kg       | Marie Muller (LUX) P | 9.            |